# George Hadley
George Hadley (* 12. Februar 1685 in London; † 28. Juni 1768 in Flitton, Bedfordshire) war ein englischer Rechtsanwalt, der sich in seiner Freizeit mit Physik und Meteorologie beschäftigte.

## Leben und Wirken
George Hadley wurde im Februar 1735 in die Royal Society gewählt und veröffentlichte im gleichen Jahr im Mai als erster eine Theorie über die Passatzirkulation, die die Erdrotation als Faktor berücksichtigte. Der Passat ist Teil der nach ihm benannten Hadley-Zelle. Der Artikel wurde unter dem Namen „Betreffend die Ursache der Allgemeinen Passat-Winde“ auf Deutsch veröffentlicht.
In Zusammenarbeit der Brüder John, George und Henry Hadley entstanden 1721 das erste hochwertige Newton-Teleskop und 1731 der Vorläufer des Sextanten, der Hadley-Quadrant. Beide Erfindungen werden oft dem Astronomen John Hadley (1682–1744) allein zugeschrieben.
1973 wurde der Marskrater Hadley nach ihm benannt.

## Schriften
- George Hadley: Concerning the cause of the general trade winds. In: Philosophical Transactions of the Royal Society of London. Volume 39, 1735, S. 58–62.